# Diese Stadt
Diese Stadt ist das erste kommerziell erfolgreiche Musikalbum der österreichischen Band Mondscheiner.

## Hintergrund
Nach dem Erscheinen des weniger erfolgreichen Albums La belle captive wurde die Band 2006 bei Sony BMG unter Vertrag genommen.
Die erste erschienene Single war Das was wir sind. Sie wurde im Sommer desselben Jahres veröffentlicht, erfolgreich wurde sie erst rund sechs Monate später.
Im August kam dann die CD auf den Markt.

## Musik
Gefördert wurde das Musikprojekt durch den österreichischen Kunstfonds.
Die Musik dürfte wohl dem Genre Deutschrock zuzuordnen sein, jedoch besteht die Band auf die Bezeichnung Erzählpop.
Besonders instrumentalisch herauszuhören sind Gitarre, Bass und Schlagzeug*.
Die Texte sind sehr poetisch und teilweise auch philosophisch, wie die auf den Vorgängeralben.
Sie wirken so wie zwölf Kurzgeschichten, mit verschiedenen Themen, die alle in der Stadt Wien stattfinden.
Durch die Trennung des ehemaligen Schlagzeugers, den mäßigen Erfolg der Erstveröffentlichung und Erscheinen der Mitten-im-8en-Signation Mittendrin wurde von der Band beschlossen das Album noch einmal zu veröffentlichen mit zwei Bonustracks.
*Heimo Korak, der Schlagzeuger verließ 2006 die Band und wurde durch July Skone ersetzt.

## Auskoppelungen

### Das was wir sind
Als erste Auskoppelung des Albums wurde die Single Das was wir sind veröffentlicht und im Juli 2006 auf Ö3 vorgestellt. Die Single war immer wieder im Airplay, wenn auch nur selten und es dauerte fast ein halbes Jahr bis sich die Single in den Ö3 Austria Top 40 platzieren konnte und den 10. Rang als Höchstposition erreichte.
Der Text wirkt so, als würde er das Selbstvertrauen eines Menschen aufbauen wollen. Im Originalvideo sieht man die Band als Schüler und Fußballfans im Unterricht und danach Fußball spielen. In der Neuauflage sieht man Mondscheinervor einem weißen Hintergrund, der mit Wörtern wie das/ist/mein/Leben beklebt.

#### Trackliste (Maxi)
1. Das was wir sind
2. Romeo und Julia
3. Tagebuch eines Dichters
4. Schön ist die Welt

### Mittendrin
siehe auch Mitten im 8en
Mittendrin ist die zweite Auskoppelung des Albums bzw. ein Non-Album-Track, der erst auf der Neuauflage zu finden ist. Das Lied wurde für die Daily Soap "Mitten im 8en" aufgenommen, war jedoch kommerziell unter den Erfolgen von "Das was wir sind" und erreichte nur Platz 46 der österreichischen Charts.

### Dieser Tag
Dieser Tag ist die dritte Auskoppelung des Albums. Ein Veröffentlichungstermin ist bislang nicht bekannt, jedoch befindet sich das Lied momentan  in den Charts von gotv (#2), iTunes und Ö3.
Nach dem Misserfolg der zweiten Single beschloss man schnell die nächste vorzustellen und es wird seit Mai 2007 auf den österreichischen Radiostationen gespielt. Im Video sieht man mehrere ähnlich aussehende Ausschnitte Wiens aneinandergereiht, was dazu führt, dass sich ein Daumenkino-ähnliches Video ergibt.

### Penelope
Anfang März 2008 kündigte Mondscheiner „Penelope“ als vierte Auskoppelung des Albums an.

## Tracks (inklusive Rerelease)
1. Mittendrin
2. Das was wir sind
3. Heitere Gelassenheit
4. Dieser Tag
5. Anwendung der Aufrichtigkeit
6. Durcheinander
7. Was ich sehe
8. Tanzen
9. Romeo und Julia
10. Penelope
11. Schön ist die Welt
12. Ich kann nicht reden
13. Und dann wird Liebe
14. Ende der Zeit

## Charts

### Single
| 2006 | Das was wir sind | 10 |
| 2007 | Mittendrin       | 46 |
| 2007 | Dieser Tag       | 18 |

### Album
| 2006 | Diese Stadt | 14 |